# SchilliX
SchilliX je live CD distribuovaný operační systém na bázi systému OpenSolaris, který je určen především k pomoci uživatelům lépe poznat systém OpenSolaris. Za zakladatele je považován Jörg Schilling.
Systém byl vypuštěn na trh 17. června 2005, tři dny poté, co byla poprvé vypuštěna první kopie systému OpenSolaris.

## Maskot
Nápad na maskota systému byl poprvé představen v emailu od Jörga Schillinga odeslaný do diskuze o systému OpenSolaris. Měl jím být rytíř v nablýskané zbroji.

## Vývojáři
Mezi hlavní vývojáře systému patří Jörg Schilling, Fabian Otto, Thomas Blaesing a Tobias Kirschstein.

## Úspěchy
Jeho vývojáři prohlašují, že vytvořili první OpenSolaris distribuci. Schilling chtěl mít první čistou samospustitelnou CD verzi systému OpenSolaris. Vydaná verze 0.7.1i (6. září 2010) využívala projektu Illumos k vývoji (opět jsou první, kteří využili k vývoji svého systému tento projekt). Aktuální verze je 0.7.2, která je první distribucí systému na základě OpenSolaris, a která navíc umožňuje kompilovat zdrojové kódy OpenSolaris systému (onnv/Illumos).

## Open Source iniciativy a příspěvky
Projekt SchilliX vytvořil OSS náhradu pro K&R cpp, který využívaly např. rpcgen, dtrace a assembler. Dále byly Schillixem vytvořeny následující informace: NIC ovladače, AE a jejich klony.

## Budoucnost
Budoucí verze budou založeny na projektu SchilliX-On.

## Sourozenci
Existuje mnoho jiných operačních systémů, které jsou deriváty systému OpenSolaris např. BeleniX, MilaX, Nexenta OS, NexentaStor a StormOS.